# فرودگاه فوربز
فرودگاه فوربز (به انگلیسی: Forbes Airport) یک فرودگاه با کد یاتا FRB است که یک باند فرود آسفالت دارد و طول باند آن ۱۲۲۸ متر است. این فرودگاه در کشور استرالیا قرار دارد و در ارتفاع ۲۳۱ متری از سطح دریا واقع شده است.